# アゲノル・ロムアルト・ゴウホフスキ

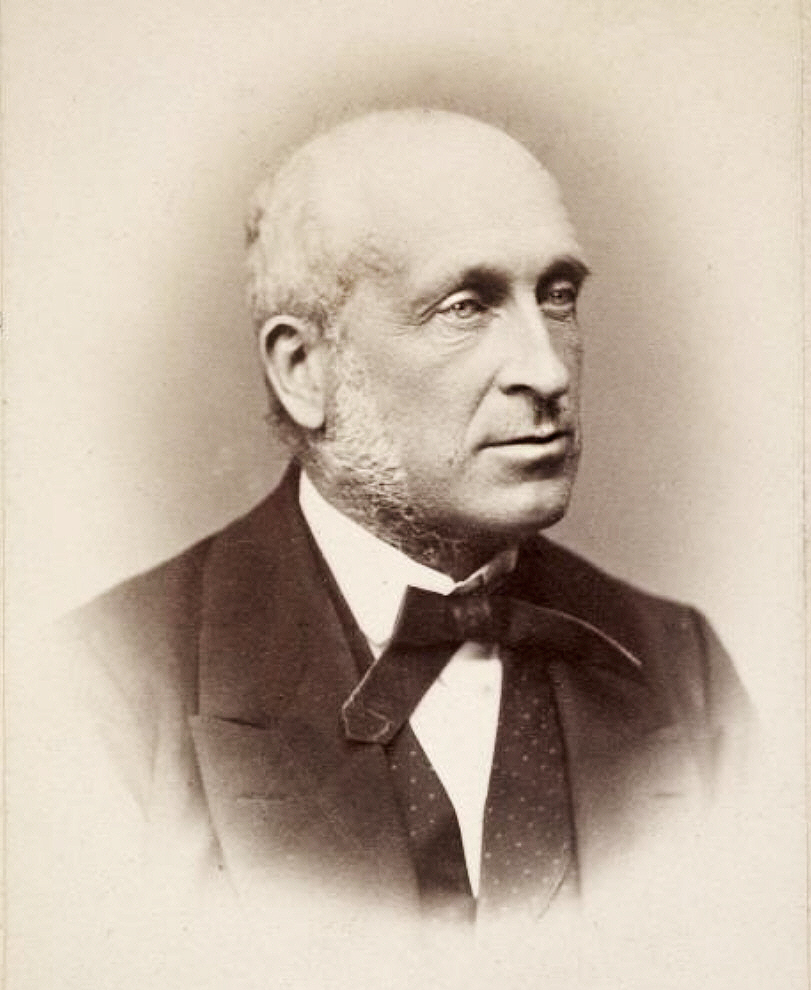
アゲノル・ゴウホフスキ伯爵

アゲノル・ロムアルト・オヌフリ・ゴウホフスキ（Agenor Romuald Onufry Gołuchowski Graf von Gołuchowo, 1812年2月8日 - 1875年8月3日）は、オーストリア帝国のポーランド人貴族、政治家。伯爵。ガリツィア総督を務めた。

## 生涯
ボイチェフ・ゴウホフスキ伯爵（1772年 - 1840年）とその妻のゾフィア・チジュ（1785年 - 1846年）の間の息子として生まれ、生まれ育ったガリツィア地方の行政官となった。総督府諮問委員会のメンバーだった時期に、反体制的な同胞のポーランド人貴族に断固たる反対姿勢を貫いて頭角を現した。1849年に37歳でガリツィア総督に就任し、司法制度の組織化、農業科学校や普通科学校の創設、街路整備などで業績を残した。またレンベルク（現在のウクライナ領リヴィウ州リヴィウ）の研究機関オッソリネウム（Ossolineum）の振興に尽力した。
1859年8月22日のアレクサンダー・フォン・バッハの辞任に伴ってオーストリア内相に任命され、連邦体制の下での君主制の再組織化に取り組んだが、1860年秋に十月詔書が憲法として発せられると職務遂行を困難と判断し、1860年12月13日に内相を辞してアントン・フォン・シュマーリングに交替した。1861年に発せられた中央集権的な新憲法（二月勅令）に対しては、自らの政治理念から反発し、新設されたオーストリア貴族院の世襲議員席を与えられたものの、1866年にリヒャルト・ベルクレディおよびフリードリヒ・フェルディナント・フォン・ボイストの推挙でガリツィア総督に再任されて影響力を回復するまでは、政治の世界から遠ざかっていた。
1867年に成立した「市民内閣」（Bürgerministerium）によって総督職を罷免されたが、1871年にカール・ジークムント・フォン・ホーエンヴァルト首相の下で3度目のガリツィア総督職に就き、ガリツィアにおけるポーランド地主貴族層の勢力拡大のために働いた。しかしこの晩年の政策は、ルテニア人やドイツ人からは強制的なポーランド化だとして批判を招いた。
1848年にマリア・カロリーナ・バヴォロフスカ（1823年 - 1906年）と結婚し、間に4男2女の6人の子女をもうけた。長男のアゲノル・マリア・ゴウホフスキ（1849年 - 1921年）もオーストリア＝ハンガリー（二重帝国）の政治家として活躍した。 

## 著作
- Die K. und K. Konsular-Akademie von 1754 bis 1904. Festschrift zur Feier des hundertfünfzigjährigen Bestandes der Akademie und der Eröffnung ihres neuen Gebäudes. Verlag des K. u. K. Ministeriums des Kaiserlichen und Königlichen Hauses und des Äussern, Wien 1904.